# Єллоустоун (гаряча точка)
Єллоустоунська гаряча точка — вулканічна гаряча точка в США, що відповідає за масштабний вулканізм в Айдахо, Монтані, Неваді, Орегоні та Вайомінгу. Ймовірний напрямок руху гарячої точки — ENE, при цьому Північно-Американська плита рухається у напрямку WSW над нерухомим «дном» гарячої точки.. 

## Утворення кальдер

Схема гарячої точки та кальдери.

Гаряча точка сформувала східну частину плато Снейк-рівер декількома виверженнями, що утворювали кальдери, серед них — Айленд-Парк, Генрис-Форк та Бруно-Джарбідж. Точка в даний час лежить під Єллоустоунською кальдерою. Найновіше виверження, відоме як виверження Лава-Крік, відбулося 640 000 років тому і створило туфову формацію Лава-Крік та останню кальдеру Єллоустоун. Гаряча точка Єллоустоун — одна з небагатьох вулканічних точок, що лежать під Північно-Американською плитою; Інші є: Анагайм та Ратон.

## Плато Снейк-рівер

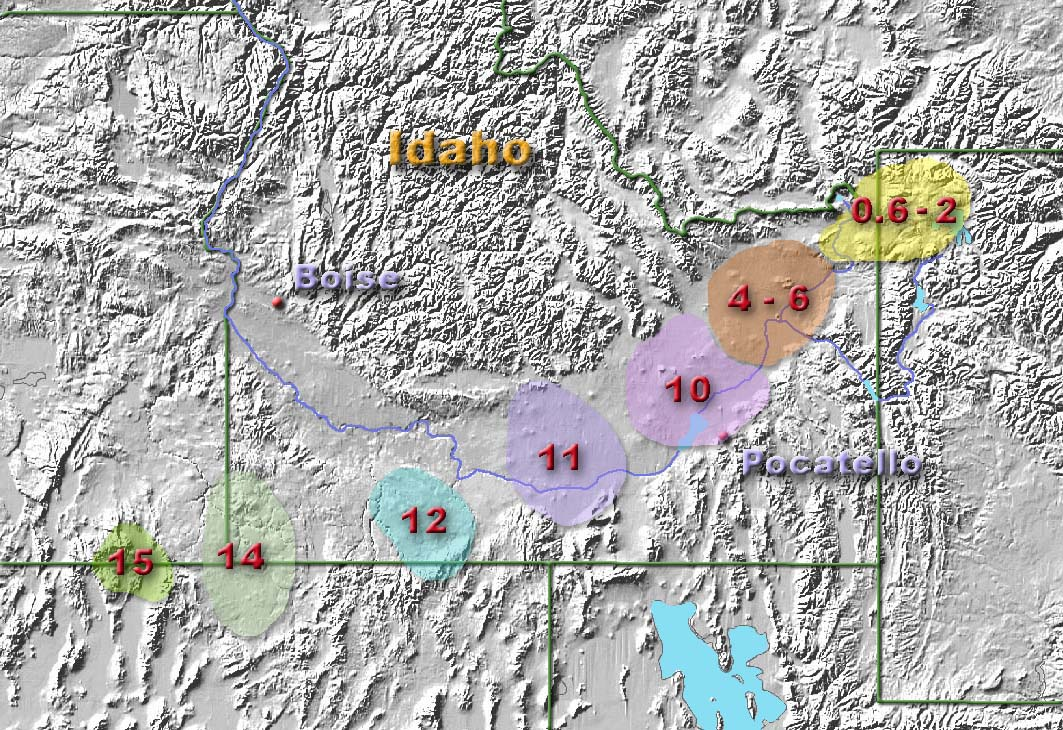
Шлях Єллоустоунської гарячої точки за останні 17 млн років

Східна частина плато Снейк-рівер — топографічна западина, яка прорізає структури провінції долин та хребтів, більш-менш паралельно руху Північно-Американської плити. Під новітніми базальтами розташовані ріолітові лави та ігнімбрити, які були вивержені, коли літосфера проходила над гарячою точкою. Молодші вулкани, що спалахнули після проходження над точковою точкою, накрили рівнину молодими потоками базальтової лави, серед них кратери Національного парку «Місячні кратери».
Центральна частина плато Снейк-рівер схожа на східну частину, але відрізняється тим, що має товсті ділянки міжвузлових озерних (озерних) та річкових (потокових) відкладень, включаючи викопні відкладення Гагермана.

## Невадо-Орегонські кальдери
Незважаючи на те, що вулканічне поле Макдермітта на межі Невади та Орегону часто демонструють як місце первинного виверження Єллоустоунської гарячої точки, нові геохронологічні та картографічні дослідження демонструють, що площа, уражена цим вулканізмом у середньому міоцені, значно більша, ніж раніше оцінювали. Три кремнієві кальдери були нещодавно ідентифіковані на північному заході Невади, на захід від вулканічного поля Макдермітта. Ці кальдери, поряд з кальдерами Вірджинської долини та Макдермітта, були утворені за короткий проміжок 16,5–15,5 мільйонів років тому, на стадії припинення базальтової вулканічної повені Стінс. Кальдери північного заходу штату Невада мають діаметри 15–26 км, вивергали високотемпературні ріоліти та ігнімбрити, що покрили площу понад 5000 км².
Кальдера Бруно-Джарбідж вибухнула між 10-12 мільйонами років тому, вивергнув велику хмару попелу і утворивши широку кальдеру. Тварини задихнулися та згоріли у пірокластичних потоках за 100 миль від вулкану, також багато тварин загинуло від повільної задухи та голоду набагато більшій площі, особливо у місці розкопок Ешфолл-Фоссі-Бедс, розташованої за 1000 миль на північному сході штату Небраска, де хмара попелу осіла. Там у двох метрах вулканічного попелу збереглися двісті скам'янілих носорогів та багато інших тварин. Подія, що спричинила це випадіння вулканічного попелу, була найменована Бруно-Джарбідж. Попіл з цього виверження знаходять на величезній території Великих рівнин.

## Єллоустоунське плато
Вулканічне поле Єллоустоунське плато складається з чотирьох кальдер, що межують. Озеро Вест-Тамб утворене меншою кальдерою, що мало виверження 174 Кілороки тому. Кальдера Генрис-Форк в Айдахо було утворено в результаті виверження понад 280 км³ 1,3 мільйона років тому і є джерелом утворення туфової формації Меса-Фоллс. Кальдера Генрис-Форк розташована всередині кальдери Айленд-Парк.

## Історія вивержень
- Національний парк «Місячні кратери», NE Руперт 2,270 ± 0,15 тис. р. тому[8]
- Геллс-Галф-Акр[en] W-SW Айдахо-Фолс 3,250 ± 0,15 тис. р. тому[9]
- Шошонське лавове поле[en], N Твін-Фоллс (Айдахо),  8,400 ± 0,3 тис. р. тому [10]
- Національний парк «Місячні кратери», лавове поле формувалося протягом восьми епізодичних вибухів 15 ± 2 тис. р. тому[11]
- Єллоустоунська кальдера між 70–150 тис. р.тому; 1000 км³ внутришньокальдерні ріолітичні лавові потоки[7]
- Єллоустоунська кальдера (розміри: 45 × 85 км); 640 тис. р.тому; VEI 8; виверження понад 1000 км³, утворення туфової формації Лава-Крік[7]
- Генрис-Форк (розмір: 16 км завширшки); 1,3 млн. р. тому; VEI 7; вивергнуто 280 км³, утворення формації Меса-Фоллс.[7]
- Кальдера Айленд-Парк (розмір: 100 × 50 км); 2,1 млн. р. тому; VEI = 8; вивергнуто 2450 км³, утворення формації Гаклберрі-Рідж
- Вулканічне поле Гайзе, Айдахо:
  - Кальдера Кілгор (розмір: 80 × 60 км); VEI: 8; 1800 км³, утворення туфової формації Кілгор; 4,45 ± 0,05 млн. р. тому.[12][13]
  - 4,49 млн. р. тому, утворення туфової формації  Гайзе[14]
  - 5,37 млн. р. тому, утворення туфової формації Елкгорн-Спрінгс[13]
  - 5,51 ± 0,13 млн. р. тому, (утворення туфової формації Конант-Крік)[12] (але Anders (2009): 5,94 млн. р. тому)[14]
  - 5,6 млн. р. тому, 500 км³ утворення туфової формації Блю-Крік.[13]
  - 5,81 млн. р. тому, утворення туфової формації Волвереїн-Крік[14]
  - 6,57 млн. р. тому, утворення туфової формації Еді-Скул[14]
  - 6,27 ± 0,04 млн. р. тому, утворення туфової формації Волкот.[12]
  - Кальдера Блектеїл (розмір: 100 × 60 км); 6,62 ± 0,03 млн. р. тому; 1500 км³ утворення туфової формації Блектеїл.[12][13]
- 7,48 млн. р. тому, утворення туфової формації Америка-Фоллс[14]
- 8,75 млн. р. тому, утворення туфової формації Лост-Рівер-Сінкс[14]
- 9,17 млн. р. тому, утворення туфової формації Кайл-Каньйон[14]
- 9,34 млн. р. тому, утворення туфової формації Літтл-Чокчеррі-Каньйон[14]
- Вулканічне поле Твін-Фоллс, Твін-Фоллс (округ, Айдахо); між 8,6 та 10 млн. р. тому.[14]
- Вулканічне поле  Пікабо, Пікабо, Айдахо; 10,09 млн. р. тому (Арбон-Веллі туфова формація A) та 10,21 ± 0,03 млн. р. тому (Арбон-Веллі туфова формація B).[12][14]
- Бруно-Джарбідж вулканічне поле[en], Бруно (річка)[en]/ Джарбідж (річка)[en], Айдахо; між 10,0 та 12,5 млн. р. тому; виверження Ашфолл-Фоссіл-Бедс[en].[14]